# Brennilis
Brennilis (bretonisch Brenniliz) ist eine französische Gemeinde mit 447 Einwohnern (Stand 1. Januar 2022) im Département Finistère. Nahe der Gemeinde befindet sich das Kernkraftwerk Brennilis, das nicht mehr in Betrieb ist und zurückgebaut wird.

## Geographie
Der Ort befindet sich im Westen der Bretagne im Regionalen Naturpark Armorique (französisch Parc naturel régional d’Armorique), an den Ausläufern des Höhenzuges Monts d’Arrée. An der südlichen Gemeindegrenze verläuft der Fluss Ellez, der den Stausee Réservoir de Saint-Michel mit Wasser dotiert.
Quimper liegt 35 Kilometer südöstlich, Brest 36 km westlich und Paris etwa 450 km östlich (Angaben in Luftlinie).

## Bevölkerungsentwicklung
| Jahr                       | 1962 | 1968 | 1975 | 1982 | 1990 | 1999 | 2008 | 2017 |
| Einwohner                  | 615  | 760  | 654  | 573  | 439  | 467  | 435  | 444  |
| Quellen: Cassini und INSEE |      |      |      |      |      |      |      |      |

## Verkehr

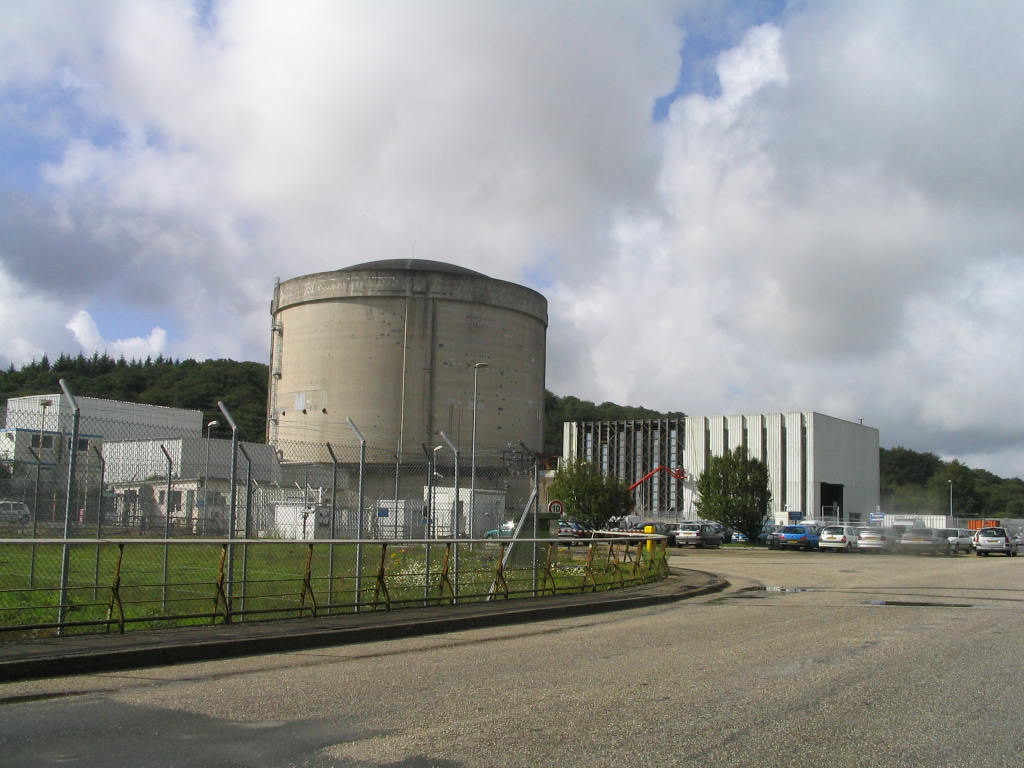
Ehemaliges Kernkraftwerk Brennilis

Bei Le Faou und Châteaulin befinden sich die nächste Abfahrten an der Schnellstraße E 60 (Brest-Nantes) und bei Landivisiau und Morlaix an der E 50 (Brest–Rennes). In den vorgenannten Orten gibt es auch die nächsten Regionalbahnhöfe an den überwiegend parallel verlaufenden Bahnlinien.
Der Bahnhof von Brest ist Endpunkt des TGV Atlantique nach Paris.
Die nächsten Regionalflughäfen sind der Aéroport de Brest Bretagne bei Brest und der Aéroport de Lorient Bretagne Sud bei Lorient.

## Sehenswürdigkeiten

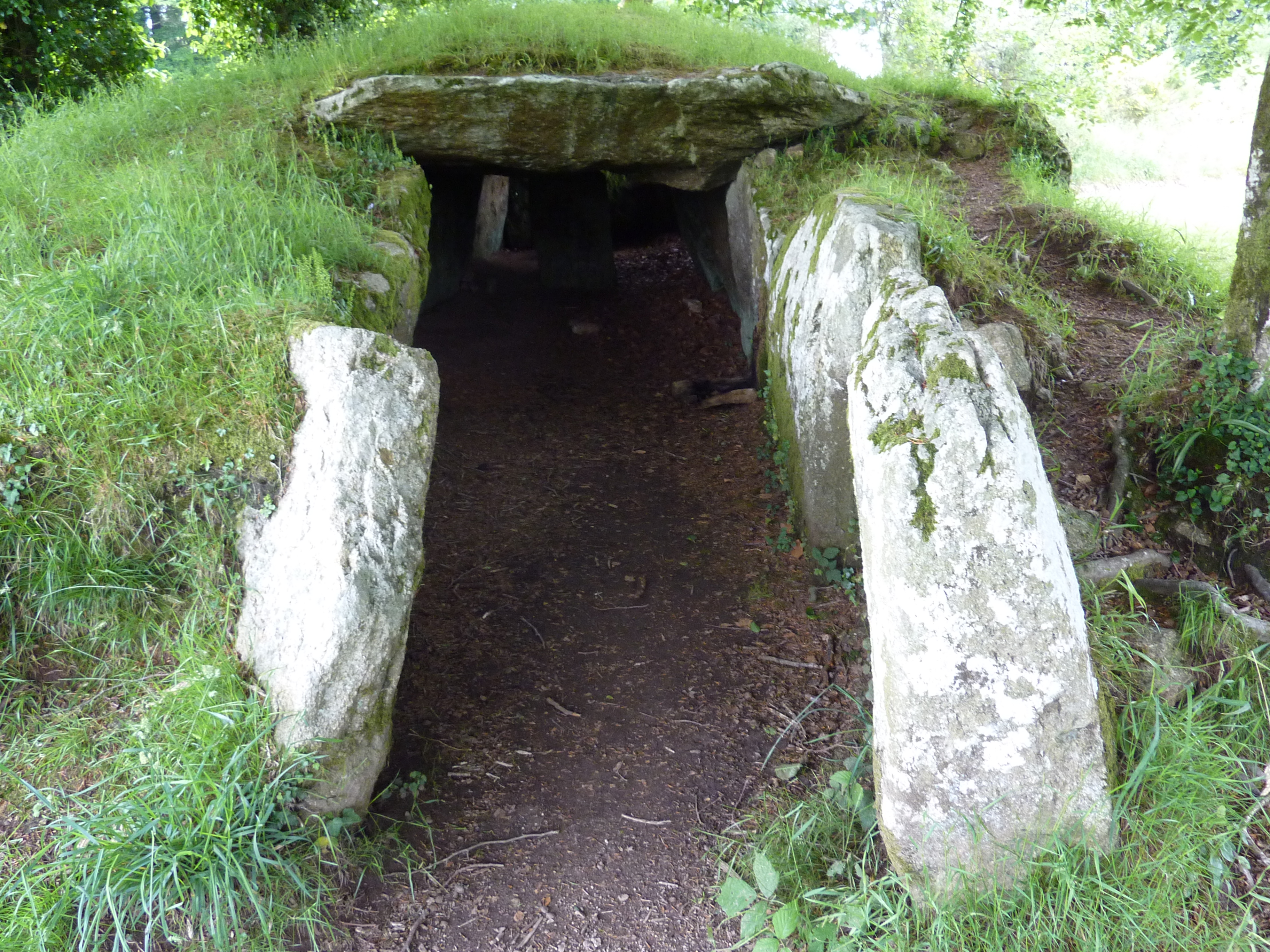
Eingang des Hauses der Zwerge

- Dolmen in V-Form Ti Ar Boutiged, französisch Maison des nains, deutsch Haus der Zwerge
- Alignement von Leïtan südlich von Brennilis